# Mistrzostwa Świata w Kajakarstwie Górskim 2010
33. Mistrzostwa świata w kajakarstwie górskim odbyły się w dniach 8–12 września 2010 roku w Słowenii, w Tacen stanowiącej część Lublany. Zawodnicy rywalizowali w dziewięciu konkurencjach: pięciu indywidualnych i czterech drużynowych, w tym pierwszy raz w konkurencji C-1 kobiet.

## Końcowa klasyfikacja medalowa
| Miejsce | Państwo         | Złoto | Srebro | Brąz | Razem |
| ------- | --------------- | ----- | ------ | ---- | ----- |
| 1       | Słowacja        | 3     | 2      | 0    | 5     |
| 2       | Francja         | 2     | 2      | 0    | 4     |
| 3       | Czechy          | 1     | 2      | 1    | 4     |
| 3       | Niemcy          | 1     | 2      | 1    | 4     |
| 5       | Austria         | 1     | 0      | 1    | 2     |
| 5       | Włochy          | 1     | 0      | 1    | 2     |
| 7       | Australia       | 0     | 1      | 1    | 2     |
| 8       | Słowenia        | 0     | 0      | 2    | 2     |
| 9       | Wielka Brytania | 0     | 0      | 1    | 1     |
| 9       | Hiszpania       | 0     | 0      | 1    | 1     |

## Medaliści
| Konkurencja:           | Złoto: | Srebro:                                                                                             | Brąz:                                                                                              |
| C-1 mężczyzn           | Tony Estanguet                                                                                                | Michal Martikán                                                                                     | Jordi Domenjó                                                                                      |
| C-1 drużynowo mężczyzn | Słowacja · Michal Martikán · Alexander Slafkovský · Matej Beňuš                                               | Niemcy · Jan Benzien · Franz Anton · Sideris Tasiadis                                               | Czechy · Jan Mašek · Stanislav Ježek · Michal Jáně                                                 |
| C-2 mężczyzn           | Słowacja · Pavol Hochschorner · Peter Hochschorner                                                            | Francja · Denis Gargaud Chanut · Fabien Lefèvre                                                     | Wielka Brytania · David Florence · Richard Hounslow                                                |
| C-2 drużynowo mężczyzn | Francja · Denis Gargaud Chanut i Fabien Lefèvre · Matthieu Peche i Gauthier Klauss · Pierre Picco i Hugo Biso | Czechy · Jakub Vrzáň i Tomáš Koplík · Jaroslav Volf i Ondřej Štěpánek · Jan Havlíček i Lukáš Přinda | Niemcy · Robert Behling i Thomas Becker · David Schröder i Frank Henze · Kevin Müller i Kai Müller |
| K-1 mężczyzn           | Daniele Molmenti                                                                                              | Vavřinec Hradilek                                                                                   | Jure Meglič                                                                                        |
| K-1 drużynowo mężczyzn | Niemcy · Alexander Grimm · Fabian Dörfler · Hannes Aigner                                                     | Francja · Pierre Bourliaud · Boris Neveu · Fabien Lefèvre                                           | Włochy · Daniele Molmenti · Diego Paolini · Stefano Cipressi                                       |
| C-1 kobiet             | Jana Dukátová                                                                                                 | Leanne Guinea                                                                                       | Jessica Fox                                                                                        |
| K-1 kobiet             | Corinna Kuhnle                                                                                                | Jana Dukátová                                                                                       | Violetta Oblinger-Peters                                                                           |
| K-1 drużynowo kobiet   | Czechy · Marie Řihošková · Štěpánka Hilgertová · Irena Pavelková                                              | Niemcy · Melanie Pfeifer · Jennifer Bongardt · Jasmin Schornberg                                    | Słowenia · Nina Mozetič · Urša Kragelj · Eva Terčelj                                               |